# Adetus modestus
Adetus modestus là một loài bọ cánh cứng trong họ Cerambycidae.